# Bronkow
Bronkow település Németországban, azon belül Brandenburgban. Lakosainak száma 543 fő (2023. december 31.).

## Népesség
A település népességének változása:
| Lakosok száma | 637  | 580  | 594  | 562  | 555  | 543  |
|               | 2014 | 2017 | 2019 | 2021 | 2022 | 2023 |